# Nicolás Boccuzzi
Nicolás Boccuzzi (Ruvo di Puglia, Italia, 19 de julio de 1856-Florencio Varela, Argentina, 22 de julio de 1907) fue un médico y político ítalo-argentino. Fue intendente de Florencio Varela además de haber sido uno de los fundadores de aquella localidad. Creó y fue presidente de la sociedad italiana La Patriottica. Prestó servicios de médico voluntario en Nápoles, Ruvo di Puglia y Florencio Varela, siempre atendiendo gratuitamente a sus pacientes, en algunas casos les daba medicamentos y dinero.

Todo para los pobres, nada para sí.
Nicolás Boccuzzi.

## Biografía
No tenía automóvil, ni coche, ni amplio y lujoso consultorio, ni porteros con humos de ministros, tan poco apegado al interés que no cobraba ni adelantado ni de otra manera que aquella que mejor cuadraba a la voluntad y condiciones de su clientela y esta era el pueblo todo.
Carta enviada por el intendente de Quilmes José López a Martin Drake, miembro de la Comisión en Homenaje a Nicolás Boccuzzi, febrero de 1908.

Nicolás Boccuzzi nació el 19 de julio de 1856 en Ruvo di Puglia, provincia de Bari, Italia. Fruto del matrimonio de Antonio Boccuzzi y Raquel Casano. Se graduó en la Universidad de Nápoles en medicina el 6 de septiembre de 1882, pero su estudio no terminó ahí, siguió instruyéndose en establecimientos médicos napolitanos.
Sirvió como médico voluntario en una epidemia de cólera que azotó Nápoles en 1884. Dos años más tarde, su ciudad natal sufrió el mismo infortunio, el doctor Boccuzzi se trasladó allí para tratar a los enfermos. Su ciudad lo había aclamado como Concejal de la Municipalidad de Ruvo di Puglia, pero tuvo que dimitir el cargo, ya que sus deberes profesionales se encontraban en Nápoles. Aún residiendo en Italia, desarrollo importantes avances en el trabajos sobre la difteria y la tuberculosis pulmonar. Realizó su viaje a Argentina en 1885 y fue por primera vez al pueblo de San Juan (actual Florencio Varela) el 5 de septiembre de 1888, pocos meses después aconteció un terremoto en el poblado de San Juan, el doctor atendía a las víctimas e intentaba darles palabras de consuelo, pese a tener pocos conocimientos de castellano. Fue el primero en exigir la construcción de un centro de salud, hecho que se concretó recién en 1911.
El 27 de noviembre de 1892 se realizaron las primeras elecciones municipales desde la constitución de las autoridades locales, Boccuzzi pese a ser italiano y con solo cuatro años de residencia en el pueblo, resultó electo para el Consejo Escolar junto a Pedro Bourel, Sotero Vázquez, Bartolomé Clara y Camilo Devincenzi. La cantidad de votantes en tanto que son 740 los hombres mayores de 20 años (habitantes en el partido según el censo de 1895), la mayoría de ellos pobladores del área rural. El tejido urbano (cuartel 1) registra 162 hombres mayores de 20 años. La revoluciona radical de 1893 provoca la renuncia de las autoridades provinciales determinando la intervención del ejecutivo nacional que logró la rendición de las fuerzas sublevadas. La intervención de Manuel Quintana de 1893 en Buenos Aires designó a Jorge Saaveda en la Intendencia de Varela, y el 28 de agosto se hace cargo de la misma, en ausencia del intendente Guillermo Davidson. En junio la Intendencia decretó la vacunación obligatoria contra la viruela, a cargo del médico municipal, Boccuzzi, otorgándose a la población tres meses para hacerla. En 1898 en pleno mandato de Davidson se constituye una comisión de vecinos por Boccuzzi, Pedro Pagani y Luis Vecinos que fue la encargada de conservar los caminos municipales, los vecinales y las calles. Se solicitó un ingeniero del Departamento Provincial para realizar la delineación de las calles del pueblo y dibujar un plano del mismo.
Las autoridades constituidas por el Gobierno de la intervención Nacional en la Provincia, nombró Comisionado Municipal a Jorge Saavedra, quien en su breve actuación y con facultades acordadas por ese gobierno provincial, designó, el día 17 de septiembre, las nuevas autoridades del Municipio, las cuales, estaban constituidas por: intendente Pedro Bourel, Concejales Guillermo Davidson, Norberto Novolisio, José Dapena y Tomas Guthrie, y como suplentes Miguel Cascardi y Juan Brown. Por renuncia de los vecinos Davidson y Novolisio, se constituye el Consejo Deliberante con la inclusión de Nicolás Boccuzzi y Bartolomé Clara, siendo designado presidente del cuerpo este último, a quien por renuncia lo substituye en el cargo Guthrie el 20 de noviembre. Sin embargo, a los pocos meses Bourel renunció, el mismo Boccuzzi se hizo cargo de la intendencia el 7 de mayo de 1894. En su gestión se sentaron las bases para construir la Plaza y un matadero municipal, cosas que se finalizarían durante la alcaldía del intendente electo Luis Villar en 1899.

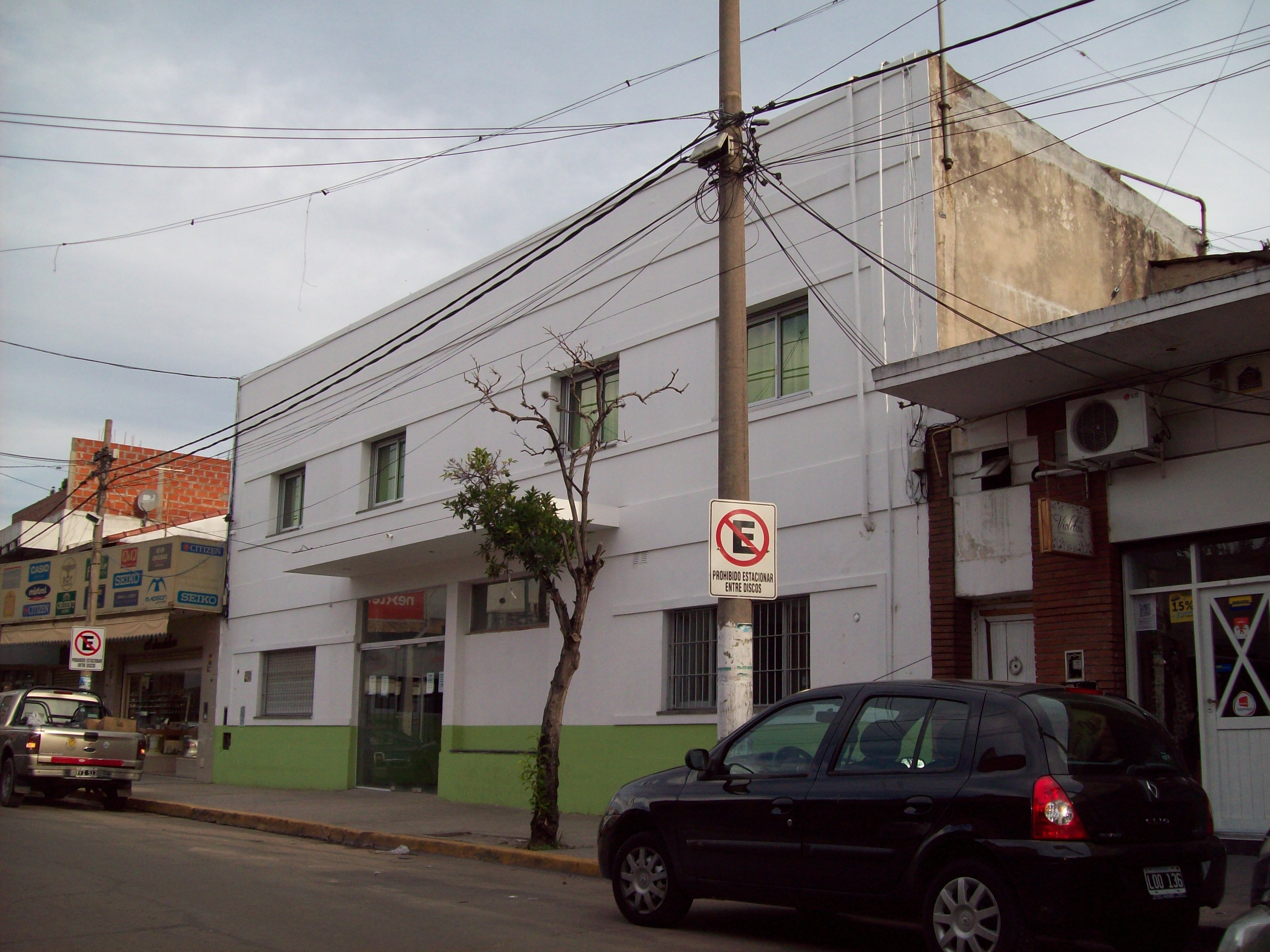
Hospital Doctor Nicolás Boccuzzi.

A efectos de restaurar el poder municipal se confecciona una lista con las personas de "mayor representación al margen de cuestiones políticas", esta última consideración es llamativa, ya que si es que existían portadores de representación popular era lógico que se quería excluir a militantes del radicalismo. Entre esos ciudadanos representativos estaban Boccuzzi. A finales de septiembre de 1893 al hacerse cargo de las autoridades por Saavedra se producen ciertas modificaciones, Boccuzzi y Guthrie asumen como concejales, Bartolomé Clara lo hace como Presidente del Consejo Directivo. Al referirse a la anterior gestión municipal, frente a un reclamo de sueldos de su ex-secretario Pedro Risso, la Comisión Directiva expresa que la misma fue "derrocada" por la revolución de julio. En octubre se forman las comisiones empadronadoras para formar el Registro Cívico Municipal, elaborándose una lista de 179 integrantes Nicolás Boccuzzi, Miguel Cascardi y Norberto Novolisio eran los responsables, súbitamente la intervención nacional en la provincia determinó el cese de Dapena, Novolisio y Cascardi como concejales, el primero de ellos continuó como Tesorero Municipal. El gobierno inició las actividades de las comisiones empadronadoras del partido. Jorge Saavedra fue nombrado Juez de Paz del Partido y Boccuzzi médico honorífico de la policía. El 7 de enero de 1898 G. Davidson se hace cargo de la intendencia, y se designa a Boccuzzi como médico policial, situación que desata la reacción adversa del Comandante de la Guardia Nacional en el Partido que objeta esta decisión realizando cargos contra Boccuzzi. La Guardia Nacional era hacia fines de siglo una fuerza gravitante en el mantenimiento del orden político y social de los pueblos y ciudades de campaña y de gran peso en cuestiones electorales, pero la Comisión Directiva reivindico la pertenencia de Boccuzzi como médico municipal y policial desde 1894, desatendiendo las consideraciones del comandante.
Como consecuencia de la crisis política en Argentina, no fue posible hacer el presupuesto en 1894. No son conocidos en consecuencia los presupuestos de 1895, 1896 y 1897, al recibir la Municipalidad de manos de Ortiz Basulado, el 4 de enero de 1898, Guillermo Davindson enumera en caja 24,01 $ y una lista de acreedores por 2.598,79 $. Recién el 14 de enero de 1898 la Comisión Directiva con la presencia de los mayores contribuyentes Boccuzzi, Dapena y Cascardi sancionaron la ordenanza de impuestos y elaboraron el presupuesto para el citado año.

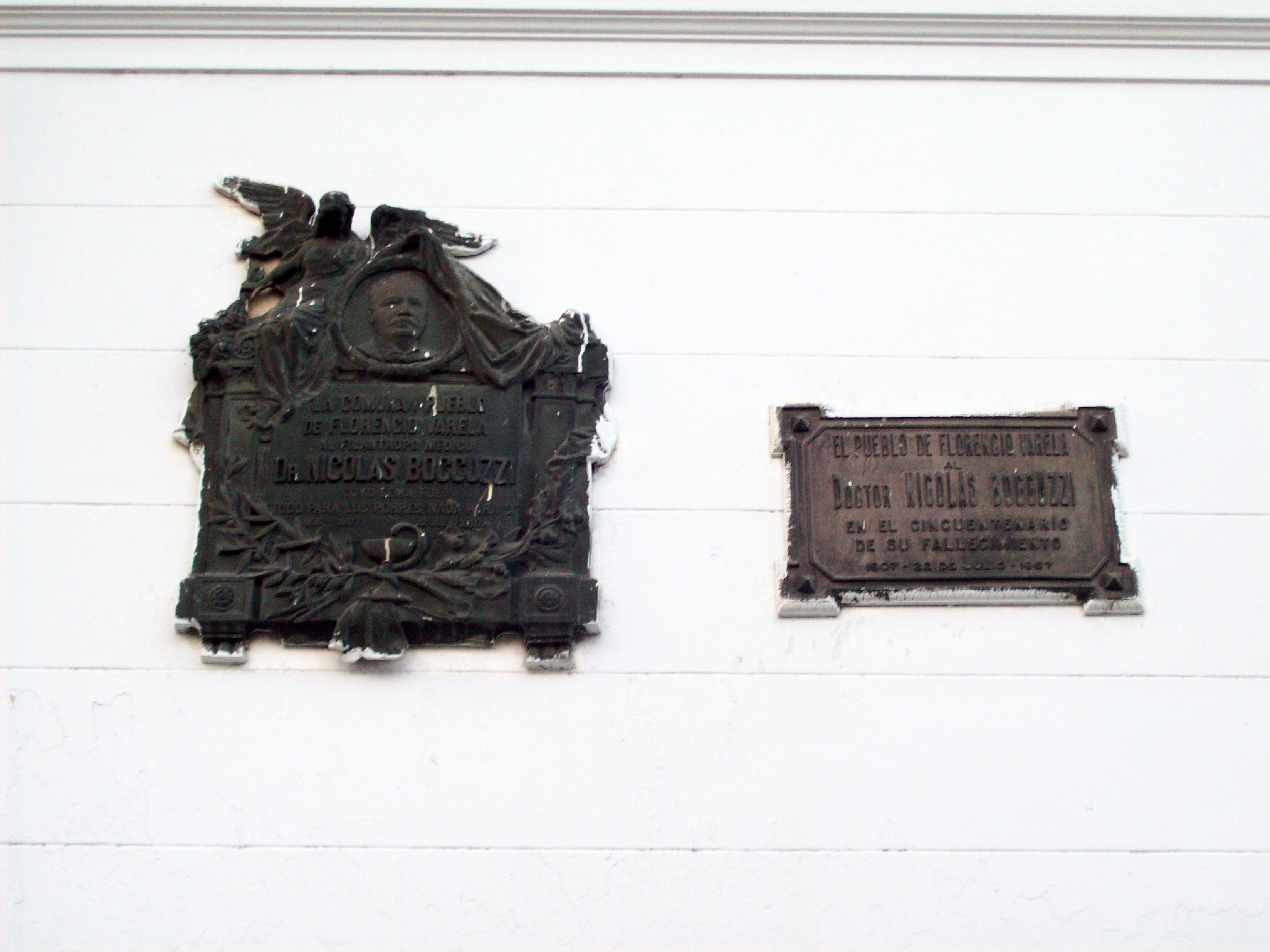
Dos placas en la Escuela Sarmiento. Se encuentran sobre la calle que lleva el nombre del Doctor, esquina Avenida San Martín a pocos metros del busto.

El doctor Boccuzzi agrupó a los inmigrantes italianos en la Sociedad Cosmopolita "La Lira", y formó un grupo musical que interpretaba piezas de Giuseppe Verdi a oído, pero con gran fidelidad, el médico italiano era admirador del citado músico. Más tarde "La Lira" se transformó en la Sociedad Italiana de Socorros Mutuos "La Patriótica", una colectividad que prestaba ayuda a otros inmigrantes italianos con problemas sociales, salubres o económicos.
En abril de 1903 en carácter de comisionado Municipal, Bartolomé Oliver por decreto del gobierno de la provincia, como primera medida nombró una Comisión de Fomento constituida entre otros por Boccuzzi para que estuviera a su cargo el arreglo y la ornamentación del pueblo.
Pudo tolerar por algún tiempo un cáncer de pecho, surgido tras haber sido atropellado por un choque en plaza Constitución. En su lecho de muerte, fue atendido y consolado por los más reconocidos médicos de la época, entre ellos otro médico italiano, Silvio Dessy. Perdió su pelea con el cáncer, falleciendo víctima de aquel mal el 22 de julio de 1907 en la casa que se encuentra actualmente en la calle Vélez Sarfield al 10. Sus últimas palabras fueron: "figlio mio... figlio mio" (es: hijo mío), evocando a su hijo.

## Homenajes

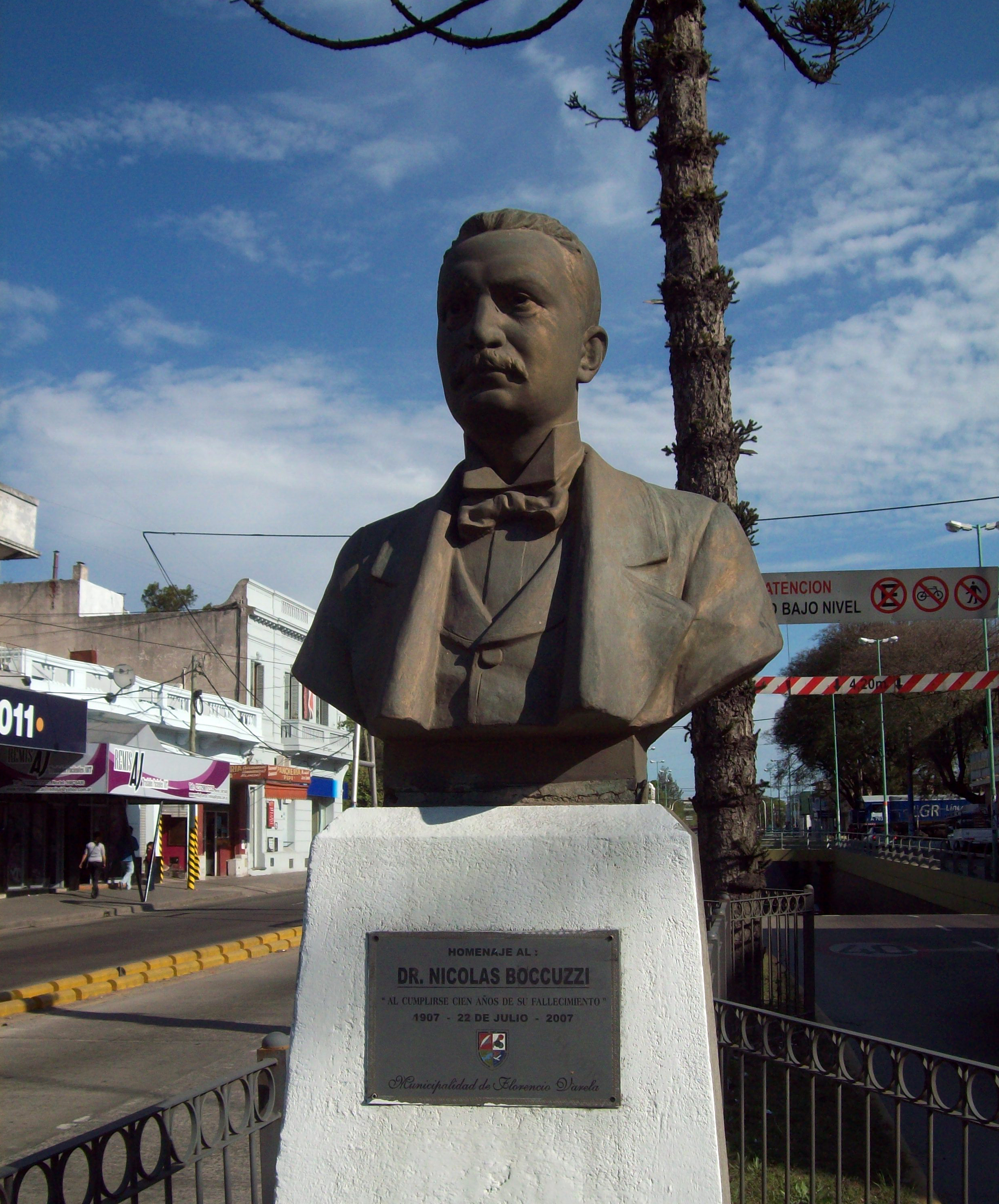
Busto de Nicolás Boccuzzi emplazado en 1908 y realizado por Humberto Somadossi. El monumento se hizo el 15 de mayo de 1910.

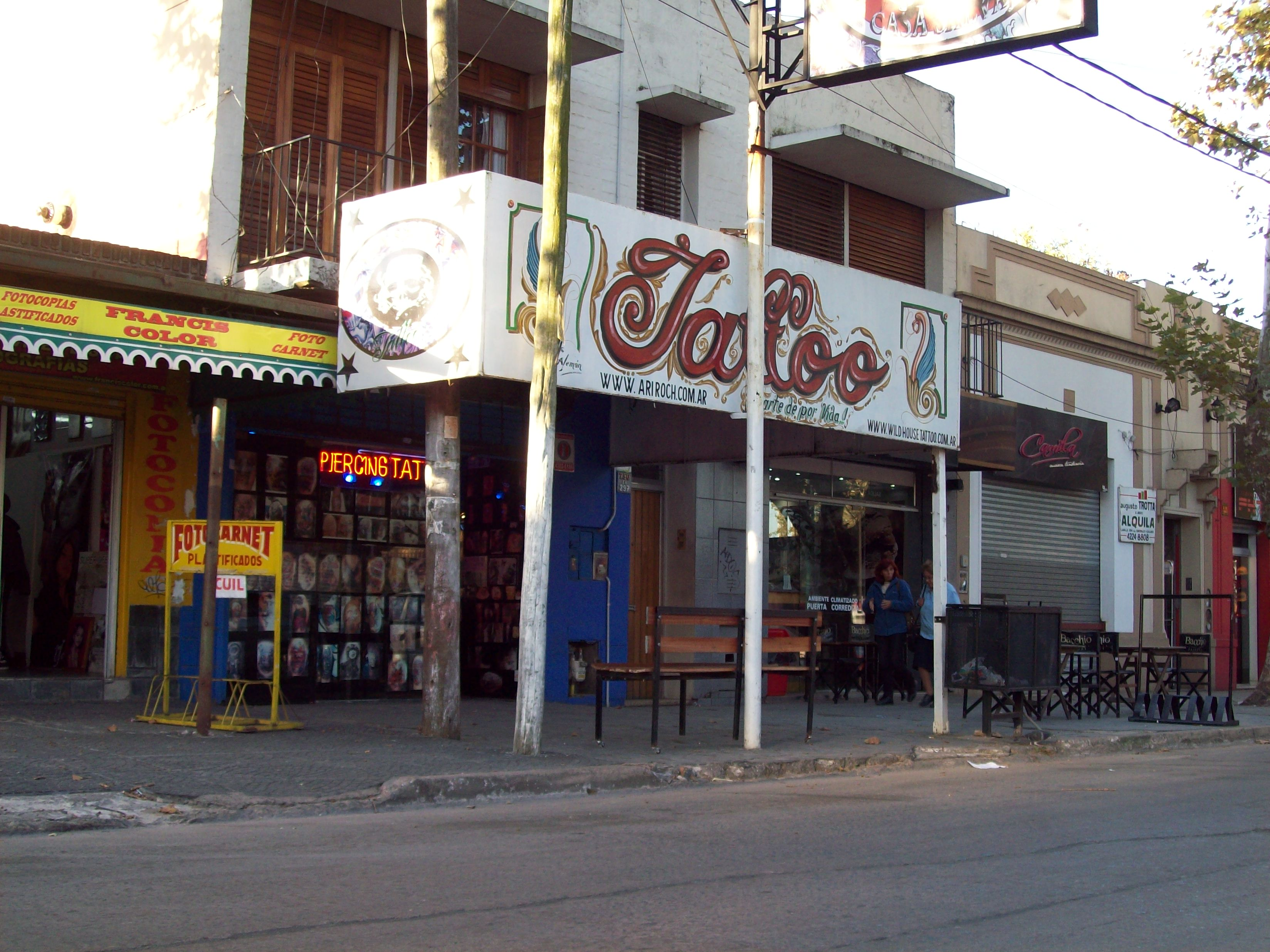
Casa en donde vivió Nicolás Boccuzzi, sobre la calle que lleva su nombre.

Al año siguiente de su defunción, un busto de tamaño real fue emplazado en una rambla de la Avenida San Martín y la calle que lleva su nombre. La obra fue construida por el escultor italiano Humberto Somadossi.
Una escuela pública entre las calles San Nicolás y Rosario tiene el nombre de escuela n.º 58 Doctor Nicolás Boccuzzi.
En el 2007 el escritor varelense Julio Jorge Faraoni le dedicó un poema. En el citado año, por ser el centenario de la desaparición física de Nicolás Boccuzzi se realizaron varios homenajes en su memoria, las cuales fueron: emisión especial de sello postal con la figura del Doctor, emisión de billetes de lotería con su figura, actos conmemorativos en el cementerio local en donde descansan los restos de él, actos celebrados en la ex Municipalidad, los mismos fueron declarados de interés Provincial.
Una sala del Centro de Salud de Villa Vatteone fue llamada con el nombre del médico italiano. El centro médico se encuentra en la Avenida 12 de Octubre.